# Scytophorus antarcticus
Scytophorus antarcticus är en havsanemonart som först beskrevs av Pfeffer 1889.  Scytophorus antarcticus ingår i släktet Scytophorus och familjen Halcampoididae. Inga underarter finns listade i Catalogue of Life.